# Microsphecodes thoracicus
Microsphecodes thoracicus är en biart som först beskrevs av William Harris Ashmead 1900.  Microsphecodes thoracicus ingår i släktet Microsphecodes och familjen vägbin. Inga underarter finns listade i Catalogue of Life.